# ダン・ヴィッカーマン

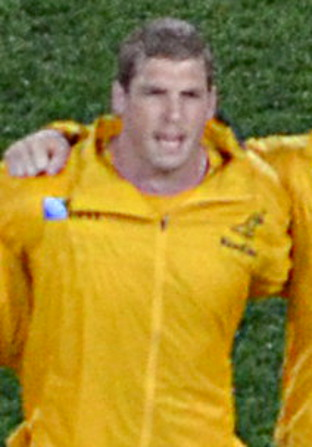
ダン・ウィッカーマン

ダン・ヴィッカーマン（Daniel Vickerman 1979年6月4日 - 2017年2月18日）は 、南アフリカ共和国出身の元ラグビーユニオン選手。ポジションはロック。
ニューサウスウェールズ州のクラブラグビー選手権シュート・シールド(The Shute Shield)に参加するシドニー・ユニバーシティ(Sydney University)に所属。

## 人物
1979年6月4日、ケープタウンで生まれる。
身長205cm、体重119kg。

## キャリア
ディオセサン・カレッジ卒業、1999年、21歳以下ラグビー南アフリカ代表に選出される。同年、オーストラリアへ移住し、2001年、21歳以下のオーストラリア代表に選出される。
2001年、スーパー12(現スーパーラグビー）のブランビーズに入る。2002年、オーストラリアA代表に選出、同年、ワラビーズに選出、フランス戦で代表デビュー。
2003年、ワールドカップオーストラリア大会の代表に選出される。
2004年、ブランビーズからワラターズへ移籍する。
2006年、テストマッチで肩を負傷して以降、スーパー14や代表の試合出場の機会が減るも、2007年、ワールドカップフランス大会の代表に選出される。
2008年、イギリスのケンブリッジ大学に入学。同年、オックスフォード大学との伝統の一戦ザ・バーシティマッチに出場する。2009年のヴァーシティ・マッチではキャプテンとして出場、31対27でオックスフォードに勝利する。
2009年、プレミアシップラグビーのノーサンプトン・セインツに入る。2011年、ワラターズに戻り、スーパーラグビーの最終戦に出場。
2012年、現役を引退した。
2017年2月18日、死去。37歳没。

## リンク
- Wallabies Profile